# Притча о ромашках
«Притча о ромашках» — советский короткометражный рисованный мультфильм 1975 года о бережном отношении к красоте природы, снятый на Свердловском телевидении режиссёром Анатолием Аляшевым.

## Сюжет
Встретились два древних человека на одной поляне, и решили обжиться на ней. Но будущие соседи были очень разные по характеру. Один — мечтатель, а другой — рационалист. Пока первый парень начертил себе план будущего жилища, и только начал в мечтах представлять, каким оно будет, второй тут же принялся за дело. Практичный человек срубил дерево и начал строить жилище, но стуком и шумом нарушил идиллию мечтателя. Так и жили соседи, один обживался, а другой любовался природой. Но когда жадный сосед решил вторгнуться в природу и разрушить красоту вокруг, мечтатель решил бороться за окружающую среду даже ценой собственной жизни.

## Съёмочная группа
- Авторы сценария: Н. Березин, А. Каузов
- Режиссёр: Анатолий Аляшев
- Художник-постановщик: Б. Демидов
- Оператор: А. Ишин
- Композитор: Владимир Кобекин
- Звукорежиссёр: Б. Берестецкий
- Художники-мультипликаторы: Е. Скаридов, Анатолий Аляшев
- Художники: Р. Пестрякова, А. Евладова, Е. Скаридов
- Ассистент по монтажу: Л. Туровец
- Редактор: Ф. Корытко
- Директор картины: Ю. Рожин

## Критика
В 1977 году композитор М. Басок, рассказывая на страницах свердловской областной комсомольской газеты «На смену!» о прошедшем в Москве первом творческом слёте молодых композиторов Урала, назвал мультфильм «Притча о ромашках» ироничным, смешным и умным, а также оценил звучащую в нём музыку композитора В. Кобекина, как очень подходящую к строю фильма.
Во впервые показанном на Свердловском телевидении 19 января 1978 года первом выпуске телепередачи «Искусство. Молодость. НТР», посвящённом Владимиру Кобекину, мультфильм «Притча о ромашках» был показан в самом начале передачи в качестве своеобразной визитной карточки молодого композитора.
В 2019 году Ю. В. Томилов в статье, посвящённой эволюции технологий уральской анимации, отнёс мультфильм к категориям философских, лирических, драматических фильмов, указал на применение при съёмках этой ленты техники перекладок, и отметил, что применение этой техники позволило авторам фильма сосредоточиться на процессе «оживления» персонажей.